# Personal Area Network
Unter einem Personal Area Network (Abkürzung: PAN, engl. für etwa örtliches persönliches Netzwerk) versteht man ein Netz, das von Kleingeräten wie PDAs oder Mobiltelefonen ad hoc auf- und abgebaut werden kann. PANs können daher mittels verschiedener drahtgebundener Übertragungstechniken wie USB oder FireWire oder auch mittels drahtloser Techniken, wie IrDA oder Bluetooth aufgebaut werden (WPAN). Die Reichweite beträgt gewöhnlich nur wenige Meter. PANs können genutzt werden, um mit den Geräten untereinander zu kommunizieren, sie können aber auch dazu dienen, mit einem größeren Netz zu kommunizieren (Uplink). Ein mittels Bluetooth erstelltes PAN nennt man Piconet.